# سقنقورهای زمینی
سقنقورهای زمینی (نام علمی: Scincella) نام یک سرده از زیرخانواده سقنقورهای لیگوزومینائه است.